# Khumiso Ikgopoleng
Khumiso Ikgopoleng (født 5. december 1979) er en botswansk amatørbokser, som konkurrerer i vægtklassen bantamvægt. Ikgopoleng har ingen større internationale resultater, og fik sin olympiske debut da han repræsenterede Botswana ved sommer-OL 2004 hvor han røg ud i anden runde. Han repræsenterede også Botswana ved sommer-OL 2008 hvor han blev slået ud i kvartfinalen af Enkhbatyn Badar-Uugan fra Mongoliet i samme vægtklasse.